# Jack Harrison
Pour les articles homonymes, voir Harrison.
Jack Harrison, né le 20 novembre 1996 à Stoke-on-Trent en Angleterre, est un footballeur anglais qui évolue au poste d'ailier droit à Leeds United.

## Biographie

### Formation
À l'âge de treize ans, Jack Harrison quitte l'Angleterre et le centre de formation de Manchester United pour rejoindre les États-Unis et la Berkshire School dans le Massachusetts.

### Débuts prometteurs en MLS
Après une seule saison avec les Demon Deacons de Wake Forest en NCAA, il est repêché en première position lors de la MLS SuperDraft 2016 par le Fire de Chicago avant d'être échangé dans les heures qui suivent au New York City FC. Malgré une blessure qui l'empêche de commencer la saison 2016 en mars, il émerge comme un joueur au grand potentiel au cours de l'été suivant. Ses performances lui permettent d'attirer l'attention de plusieurs formations européennes en janvier 2018 comme lorsque Stoke City formule une offre de 4,5 millions de dollars américains.

### Retour au pays
Néanmoins, il est finalement transféré à Manchester City le 30 janvier 2018, rejoignant ainsi l'équipe affiliée de la franchise new-yorkaise,. Il est alors immédiatement prêté à Middlesbrough qui évolue en Championship jusqu'à la fin de la saison 2017-2018.
Le 30 juillet 2018, il est prêté pour une saison à Leeds United. Après une saison pleine, il est prêté une seconde saison consécutive à Leeds, après avoir prolongé son contrat avec Manchester.

## Statistiques
| Saison                | Club                    | Championnat           | Championnat | Championnat | Coupe nationale | Coupe nationale | Coupe de la Ligue | Coupe de la Ligue | Compétition(s) continentale(s) | Compétition(s) continentale(s) | Compétition(s) continentale(s) | Play-offs | Play-offs | Total | Total |
| Saison                | Club                    | Division              | M.          | B.          | M.              | B.              | M.                | B.                | Comp.                          | M.                             | B.                             | M.        | B.        | M.    | B.    |
| 2016                  | New York City FC        | MLS                   | 21          | 4           | -               | -               | -                 | -                 | -                              | -                              | -                              | 2         | 0         | 23    | 4     |
| 2017                  | New York City FC        | MLS                   | 34          | 10          | 1               | 0               | -                 | -                 | -                              | -                              | -                              | 2         | 0         | 37    | 10    |
| Sous-total            | Sous-total              | Sous-total            | 55          | 14          | 1               | 0               | -                 | -                 | -                              | -                              | -                              | 4         | 0         | 60    | 14    |
| 2017-2018             | Middlesbrough FC (prêt) | Championship          | 4           | 0           | -               | -               | -                 | -                 | -                              | -                              | -                              | -         | -         | 4     | 0     |
| 2018-2019             | Leeds United (prêt)     | Championship          | 37          | 4           | 1               | 0               | 2                 | 0                 | -                              | -                              | -                              | 2         | 0         | 42    | 4     |
| 2019-2020             | Leeds United (prêt)     | Championship          | 46          | 6           | 1               | 0               | 2                 | 0                 | -                              | -                              | -                              | -         | -         | 49    | 6     |
| 2020-2021             | Leeds United (prêt)     | Premier League        | 36          | 8           | 1               | 0               | -                 | -                 | -                              | -                              | -                              | -         | -         | 37    | 8     |
| Sous-total            | Sous-total              | Sous-total            | 123         | 18          | 3               | 0               | 4                 | 0                 | -                              | -                              | -                              | 2         | 0         | 132   | 18    |
| 2021-2022             | Leeds United            | Premier League        | 36          | 8           | 1               | 0               | 2                 | 2                 | -                              | -                              | -                              | -         | -         | 39    | 10    |
| 2022-2023             | Leeds United            | Premier League        | 35          | 5           | 3               | 1               | 1                 | 0                 | -                              | -                              | -                              | -         | -         | 39    | 6     |
| Sous-total            | Sous-total              | Sous-total            | 71          | 13          | 4               | 1               | 3                 | 2                 | -                              | -                              | -                              | -         | -         | 78    | 16    |
| 2023-2024             | Everton FC (prêt)       | Premier League        | 29          | 3           | 3               | 1               | 3                 | 0                 | -                              | -                              | -                              | -         | -         | 35    | 4     |
| 2024-2025             | Everton FC (prêt)       | Premier League        | 34          | 1           | 2               | 0               | 2                 | 0                 | -                              | -                              | -                              | -         | -         | 38    | 1     |
| Sous-total            | Sous-total              | Sous-total            | 63          | 4           | 5               | 1               | 5                 | 0                 | -                              | -                              | -                              | 0         | 0         | 73    | 5     |
| Total sur la carrière | Total sur la carrière   | Total sur la carrière | 312         | 49          | 13              | 2               | 12                | 2                 | -                              | -                              | -                              | 6         | 0         | 343   | 53    |

## Palmarès

### En club
- Leeds United
  - Champion d'Angleterre de deuxième division en 2020.